# Каинки
Каинки (тат. Каен - берёза) — село в Верхнеуслонском районе Республики Татарстан, входит в Бурнашевское сельское поселение.

## География
Село расположено в 1,5 км от правого берега реки Свияга в 40 км к юго-западу от Казани и 31 км от Верхнего Услона.

## История
Известна с периода Казанского ханства. С 1550-х гг. русское селение. В дореволюционных источниках упоминается под названием Воздвиженское. До реформы 1861 г. жители относились к категории помещичьих крестьян (одним из первых владельцев Каинок был князь А. И. Катырев-Ростовский). Занимались земледелием, разведением скота. В 1868 г. была открыта церковно-приходская школа, в 1871 г. преобразована в земскую школу. В начале XX в. здесь функционировали Крестовоздвиженская церковь (построена в 1890—1903 гг., памятник архитектуры), училище Министерства народного просвещения, ветряная мельница, 3 мелочные лавки. В этот период земельный надел сельской общины составлял 836 десятин.
По отзывам старожилов, Каинки было типично русским селом с характерным расположением улиц и одинаковыми избами. Внутреннее убранство домов однообразно — слева печь, за ней чулан (кухня), отгороженная подтопкой, у передней правой стороны — люльки, в переднем углу иконы, перед ними стол. В избе находились стол и кровать. Обязательно полати (настил из досок под потолком на 60-70 см от верха).
Каинки всегда были крепостным селом, там часто менялись хозяева и добра местные жители видели мало. С появлением в усадьбе Васильевых жизнь постепенно вошла в спокойное русло. В «Писцовой книге по Свияжскому уезду» написано: «К 1565 году 11 дворов было в деревне Каинки, возникшей на земле, выделенной в поместье стрелецкому голове Ивану Парфентьевичу Хохлову». Получается, что село возникло в XVI веке. Васильевы утверждали, что село возникло в период Казанского ханства, и имеет татарское название.
Васильевы на свои деньги начали строительство каменной церкви. Двухпрестольная церковь построена в 1903 году, главный престол в честь Воздвижения Креста Господня, а предел — во имя иконы Казанской Божьей Матери. Из «Справочной книги Казанской епархии» можно узнать следующее: «…количество дворов в селе Каинки — 119. Общее число прихожан составляет 342 мужчины и 367 женщин».
В конце XIX века Васильевы помогли организовать в селе особо спланированную школу: два класса отдельно, а спарены воедино, образуя большой. Одновременно построили отдельные квартиры для учителей и разбили школьный участок, где всё утопало в цветах жасмина. При содействии Васильевых при школе была собрана богатая библиотека.
Примерно в 1913 году в Каинках открылось Высшее начальное училище — семилетка (это опять-таки заслуга Васильевых). Обучение стоило четыре рубля в год, а в начальных классах вовсе было бесплатным. Директор Николай Януарович Никитин.
Училище существовало до 1918 года, потом открыли школу крестьянской молодёжи, в которой продолжал работать Николай Януарович.
Дом Васильевых стоял рядом с церковью, на соседней улице находился дом Симоновых, оттого она называлась Симоновской.
В памяти старожилов хорошо отложилось, как посещал Васильевых в Каинках и Поляне молодой Александр Фёдорович Керенский (1881—1970) — «первая любовь и ненависть» русской революции. Именно здесь летом 1904 года он вопреки воле родителей сочетался браком со своей первой женой Ольгой Львовной Барановской (1886—1975), несколько лет в Каинках отдыхали его сыновья — Олег (родился в 1905-м) и Глеб (в 1907-м).
С приходом большевиков в дорогое Керенскому место стихийный ураган революции пронёсся и там. Как вспоминают старожилы, вначале снесли дом Васильевых в Каинках, потом всё вывезли с хутора Поляна, где не осталось даже бревна. Анастасия Ивановна Матвеева вспоминала, что года через два после этих событий приезжал в Каинки Сергей Васильевич, бывший владелец Поляны. Запомнилась его фраза: «Чтобы жить в коммунизме надо быть ангелами, а люди — черти.» В конце двадцатых была заброшена церковь, кладбище разорили, сбросили колокол, который крестьяне пытались повесить на место, а молодые комсомольцы «сковырнули» склеп Васильевых, а надгробие с могилы академика Василия Павловича Васильева и его супруги и отволокли ближе к избе правления.
До 1920 г. деревня входила в Клянчинскую волость Свияжского уезда Казанской губернии. С 1920 г. в составе Свияжского кантона Татарской АССР. С 14.02.1927 г. в Свияжском, с 20.10.1931 г. в Верхнеуслонском, с 01.02.1963 г. в Зеленодольском, с 12.01.1965 г. в Верхнеуслонском районах.

## Население
| 1859 | 1897 | 1899 | 1908 | 1920 | 1926 | 1938 | 1949 | 1958 | 1970 | 1979 | 1989 | 2002 | 2017 |
| ---- | ---- | ---- | ---- | ---- | ---- | ---- | ---- | ---- | ---- | ---- | ---- | ---- | ---- |
| 545  | 697  | 697  | 758  | 735  | 719  | 526  | 394  | 405  | 289  | 208  | 73   | 78   | 39   |

## Достопримечательности
- В первой половине XIX столетия в Каинках жил Иван Михайлович Симонов (1794—1855 гг.), известный астроном, ректор Казанского университета, а в молодости — участник экспедиции Беллинсгаузена и Лазарева, открывшей Антарктиду. Его дочь и зять — выдающийся русский китаевед, академик Петербургской академии наук Василий Павлович Васильев (1818—1900 гг.) похоронены вблизи Крестовоздвиженской церкви в Каинках. Один из его сыновей — Александр (1853—1929), крупный математик и историк, член 1-й Государственной думы, член Государственного совета и ЦК кадетской партии, и внук Николай Александрович (1880—1940), оригинальный философ, предложивший поистине революционные идеи, сделавшие его одним из родоначальников современной неклассической логики, также жили в Каинках. Николай Васильевич писал о Каинках: «С этим местом у меня связаны самые лучшие, самые чистые воспоминания, и это место и теперь кажется мне родным и дорогим гнездом».
- В 1904—1906 гг. здесь бывал политический деятель А. Ф. Керенский (венчался в местной церкви).
- Церковь Воздвижения Креста Господня. Год постройки: 1890—1903. Памятник. Не действует.